# Melocactus glaucescens
Melocactus glaucescens är en kaktusväxtart som beskrevs av Albert Frederik Hendrik Buining och Brederoo. Melocactus glaucescens ingår i släktet Melocactus och familjen kaktusväxter. Inga underarter finns listade i Catalogue of Life.
Denna kaktus förekommer i höglandet Chapada Diamantina i delstaten Bahia i östra Brasilien. Arten växer i områden som ligger 400 till 850 meter över havet. Melocactus glaucescens ingår i landskapet Caatinga och den hittas vanligen bland buskar.
Beståndet hotas av landskapets omvandling till jordbruksmark, av betande nötkreatur, av bränder och av personer som plockar växten. Utbredningsområdet är begränsat. IUCN listar arten som starkt hotad (EN).